# Подриње (Маркушица)
Подриње је насељено мјесто у саставу општине Маркушица, Република Хрватска.

## Историја
Насеље је раније било у саставу некадашње општине Винковци.

## Становништво
На попису становништва 2011. године, Подриње је имало 224 становника.
| Националност       | 1991. | 1981. | 1971. |
| Срби               | 283   | 261   |       |
| Југословени        | 3     | 10    |       |
| Хрвати             | 9     | 5     |       |
| остали и непознато | 5     | 1     |       |
| Укупно             | 300   | 277   | '     |

| Демографија | Демографија | Демографија |
| Година      | Становника  | Становника  |
| ----------- | ----------- | ----------- |
| 1981.       | 277         |             |
| 1991.       | 300         |             |
| 2001.       | 281         |             |
| 2011.       |             | 224         |

## Попис 1991.
На попису становништва 1991. године, насељено место Подриње је имало 300 становника, следећег националног састава:
| Попис 1991.‍ | Попис 1991.‍ | Попис 1991.‍ | Попис 1991.‍ | Попис 1991.‍ |
| ----------- | ----------- | ----------- | ----------- | ----------- |
|             |             |             |             |             |
| Срби        | Срби        |             | 283         | 94,33%      |
| Хрвати      | Хрвати      |             | 9           | 3,00%       |
| Југословени | Југословени |             | 3           | 1,00%       |
| Мађари      | Мађари      |             | 1           | 0,33%       |
| Словаци     | Словаци     |             | 1           | 0,33%       |
| Словенци    | Словенци    |             | 1           | 0,33%       |
| непознато   | непознато   |             | 2           | 0,66%       |
| укупно: 300 |             |             |             |             |